# Hamburg-Altonaer Fußball-Bund
Der Hamburg-Altonaer Fußball-Bund (HAFB) wurde als „Hamburg-Altonaer Fußball- und Cricket Bund“ am 20. Oktober 1894 gegründet. Er gehörte zu den ersten Verbänden dieser Art in Deutschland, wirkte an der Gründung des DFB und des NFV mit und kann als erster Vorläufer des heutigen Hamburger Fußball-Verbandes gelten. Bereits deutlich früher, im Winter 1881/82 soll in Hamburg, wie auch in Berlin, das erste Fußballspiel stattgefunden haben, ausgetragen durch in den Städten anwesende Briten. Dennoch hatte es noch Jahre gedauert, bis es zu Vereinsgründungen und ersten „Wettspielen“ kam.

## Gründung und Vorsitzende
Gründer des HAFB waren vier Vereine, vertreten durch Hermann Hambrock (Altonaer FC von 1893), den die Versammlung zum 1. Vorsitzenden wählte, sowie Wilhelm Schaaf und Bruno Krutisch (Hamburger FC 1888), Henry Pape (FC Association 1893) und Emil Stuhlmann (Borgfelder FC 1894). Die Versammlung fand im Hotel Schadendorf in Hamburg, Ecke Steindamm und Große Allee (jetzt Adenauerallee), einem der größten Hamburger Hotels im 19. Jahrhundert, statt. Vor dem außerordentlichen Bundestag am 8. Dezember 1894, also vermutlich Ende November, trat der SC Germania 1887 dem HAFB bei. Der Verband setzte sich zum Ziel, Meisterschaftsspiele in den beiden Städten zu organisieren. Altona war damals noch kein Stadtteil von Hamburg, sondern eine selbstständige preußische Stadt.
1. Vorsitzender des HAFB war mit kurzen Unterbrechungen der Spielführer von Altona 93, Franz Behr. Als dieser 1903 zum 2. Vorsitzenden des DFB aufstieg und 1904 nach Südamerika auswanderte, folgten ihm Waldemar von Holten (Germania), Max Siemsen (HFC 1888), „Conny“ Blome (vom selben Verein), Gustav Siegmund (SC Sperber, ab August 1906) und schließlich – als es Siegmund geschäftlich nach Ostasien zog – Paul Koretz (Victoria). Dem späteren Vorsitzenden des Norddeutschen Fußball-Verbandes fiel die Aufgabe zu, den HAFB abzuwickeln, als sich der Regionalverband neu strukturierte (siehe unten). Das Wort „Cricket“ war schon an der Vorstands-Sitzung vom 30. Januar 1897 aus dem Namen gestrichen worden, da sich dieser Sport im Deutschen Reich außer in Berlin kaum irgendwo durchsetzen konnte.
Die Zahl der Mitgliedsvereine des HAFB stieg in den Anfangsjahren nur langsam an, zumal Neueintritten durchweg fast ebenso viele Austritte oder Vereinsauflösungen gegenüberstanden. Im Februar 1900 brachte der Bund acht Vereine in den neu gegründeten DFB ein; ganze neun waren es fünf Jahre später bei der NFV-Gründung in Hamburg. Diese bescherte dem Bund aber zwei Unterbezirke, Harburg/Lüneburg (auch „Nordhannover“) sowie Lübeck, wodurch sich die Zahl der Vereine verdoppelte. Auch im Kernbereich traten 1906 mehrere weitere Clubs bei und in der Spielzeit 1906/07, der letzten unter dem HAFB-Namen, betrug deren Gesamtzahl bereits 21, obwohl sich der Unterbezirk Lübeck in Richtung Kiel umorientiert hatte.

## Meisterschaften
Da es dem HAFB und seinen angeschlossenen fünf Clubs ein Jahr lang nicht gelang, ein geeignetes Spielfeld zur Austragung von Meisterschaftsspielen zu finden, kam es in der Saison 1894/95 nur zu Freundschaftsspielen. Erst im Herbst 1895 konnte durch das Entgegenkommen der Militärbehörde in Altona der kleine Exerzierplatz an Sonntagen auch für Punktspiele genutzt werden.
1895/96 organisierte der HAFuCB die ersten Meisterschaftsspiele. Das allererste Punktspiel in Hamburg/Altona fand am 1. September 1895 statt, Altona 93 unterlag dem FC Association mit 0:5. Nach dem Bund Deutscher Fußballspieler, der im Spätherbst 1890 die erste Meisterschaft im Deutschen Reich in einer Pokalrunde ausgespielt hatte, und dem Deutschen Fußball- und Cricket-Bund in Berlin, der 1891/92 seinen Meisterschaftsbetrieb in der Reichshauptstadt aufgenommen hatte, und dem Thor- und Fußballbund Berlin, der erstmals 1894/95 Punktspiele austrug, sowie der 1893 gegründeten Süddeutschen Fußball-Union (keine Meisterschaft) wurde der HAFuCB der fünftälteste Verband insgesamt und der erste außerhalb Berlins, der Meisterschaftsspiele auf deutschem Boden durchführte.
An der ersten Meisterschaftsrunde mit Hin- und Rückspielen nahmen die eingangs genannten fünf Vereine teil. Meister wurde ungeschlagen der SC Germania, dessen Mannschaft sich überwiegend aus Ausländern, meistens Briten, zusammensetzte, die mit dem Spiel vertraut waren und in acht Spielen ebenso viele Punkte Vorsprung vor dem Tabellenzweiten herausholten.
In der folgenden Saison 1896/97 nahmen bereits acht Mannschaften an der Meisterschaft teil, von denen sich Association nach der Vorrunde nach dem Übertritt etlicher Spieler zu anderen Vereinen vorübergehend zurückziehen musste. „Spielerziehung“ (Abwerbung) blieb jahrelang ein dauerhaftes Ärgernis. Der Borgfelder FC zog sich am Saisonende ganz vom Spielbetrieb zurück und verließ den Verband. Überhaupt kam es immer wieder zu Verstimmungen, so trat der Hamburger FC 1888 nach der Vorrunde 1897/98 aus dem HAFB aus, im Frühjahr 1900 wieder ein und nach Beendigung der Spielzeit 1900/01 erneut für einige Monate aus.
Für die Saison 1897/98 wurde erstmals eine 2. Spielklasse gebildet, der anfangs acht II. und III. Mannschaften der Topvereine angehörten. Spätestens 1904/05 gab es vier, 1906/07 schon sechs Klassen, weil die größeren Klubs inzwischen vier, fünf oder noch mehr Mannschaften meldeten. Hingegen blieb die 1. Klasse stets den I. Mannschaften der Vereine vorbehalten, auch in späteren Jahren, als der HAFB zum Bezirk III des NFV geworden war.

## Weiterer Verlauf
Da es in Deutschland in den Pionierjahren noch kein einheitliches Regelwerk gab und regional noch für Jahre nach eigenen Bestimmungen verfahren wurde (Spielzeit von zweimal 40 anstatt von zweimal 45 Minuten, keine Elfmeter usw.), beschloss der HAFB als erster deutscher Verband am 21. März 1897 die Regeln des englischen Verbandes, „The Football Association“, zu übernehmen.
Anfang des 20. Jahrhunderts begannen langsam auch in Hamburg und Altona die ersten Clubs eigene, geschlossene Platzanlagen zu schaffen, nicht zuletzt, um Eintrittsgelder erheben zu können, was davor unmöglich war. Der SC Germania wechselte seine Spielstätte zur Rennbahn Mühlenkamp und der St. Georger FC spielte am Lübecker Tor und hatte zwei weitere Plätze an der Rönnhaidstraße in Barmbek. Der FC Victoria wechselte vom Heiligengeistfeld zum Grindelberg, Altona 93 zur Bahrenfelder Rennbahn, der FC St. Georg 1895 erneut, diesmal zur Sierichstraße, und der Hamburger FC zum Velodrom am Rothenbaum.
Am 4. Juni 1899 kam es zum ersten überregionalen Kräftemessen der Auswahlmannschaften des HAFB und Berlins (VBB) auf dem Heiligengeistfeld in Hamburg. Dem Städtespiel, das Hamburg und Altona mit 6:1 gewinnen konnten, wohnten über 5.000 Zuschauer bei, eine enorme Zahl für die Zeit, in der Punktspiele meist nur vor wenigen hundert Besuchern stattfanden. Von 1903 bis 1905 nahm der Meister des Hamburg-Altonaer Fußball-Bundes an der Endrunde zur deutschen Fußballmeisterschaft teil, fortan war dies den Meistern des NFV vorbehalten.
Auf Druck des DFB schlossen sich am 15. April 1905 die sechs Fußballverbände aus Hamburg-Altona, Bremen, Kiel, Hannover, dem Herzogthum Braunschweig und Mecklenburg zum Norddeutschen Fußball-Verband zusammen. Vorübergehend gehörte auch Kassel dem NFV an (bis 1906). 1907 folgte die erste Umstrukturierung, nachdem bis dahin einige Stadtverbände, namentlich der HAFB, mit den Satzungen des NFV nicht zufrieden waren und auf ihrer Eigenständigkeit beharrten. Erst im Frühjahr 1907 wurden die NFV Satzungen zur Zufriedenheit der Mitgliedsverbände abgeändert und die letzten noch eigenständigen Stadtverbände lösten sich auf. Am 21. August 1907 wurde der HAFB unter Koretz' Vermittlung zum Bezirk III, Hamburg-Altona, des NFV.
Nur in der Saison 1902/03 hatte der Hamburg-Altonaer Fußball-Bund lokale Konkurrenz, als für kurze Zeit der Verband Hamburg-Altonaer Fußballclubs bestand.

## Meister des Hamburg-Altonaer Fußball-Bundes
- 1895/96:
  - A-Klasse: SC Germania 1887 Hamburg

- 1896/97:
  - A-Klasse: SC Germania 1887 Hamburg

- 1897/98:
  - A-Klasse: Altonaer FC 1893
  - A2-Klasse: nicht bekannt[5]

- 1898/99:
  - A-Klasse: Altonaer FC 1893
  - A2-Klasse: FC Victoria 1895 Hamburg II

- 1899/00:
  - A-Klasse: Altonaer FC 1893
  - B-Klasse: FC Victoria 1895 Hamburg II

- 1900/01:
  - 1A-Klasse: SC Germania 1887 Hamburg
  - 1B-Klasse: FC Eintracht Altona
  - B-Klasse: FC Hammonia 1896 Hamburg II

- 1901/02:
  - 1A-Klasse: SC Germania 1887 Hamburg
  - 1B-Klasse: SC Sperber 1898 Hamburg
  - B-Klasse: Altonaer FC 1893 II

- 1902/03:
  - A-Klasse: Altonaer FC 1893 (nach Entscheidungsspiel)
  - B-Klasse: FC Victoria 1895 Hamburg
  - C-Klasse: SC Germania 1887 Hamburg II
  - D-Klasse: St. Georger FC 1895 II

- 1903/04:
  - 1. Klasse: SC Germania 1887 Hamburg
  - 2. Klasse: Altonaer FC 1893 II
  - 3. Klasse: St. Georger FC 1895 II
  - 4. Klasse: Altonaer FC 1893 VI

- 1904/05:
  - 1. Klasse: FC Victoria 1895 Hamburg
  - 2. Klasse: FC Victoria 1895 Hamburg II
  - 3. Klasse: Altonaer FC 1893 IIIa
  - 4. Klasse: Altonaer FC 1893 IVa

- 1905/06:
  - 1. Klasse: FC Victoria 1895 Hamburg
  - 2. Klasse: Altonaer FC 1893 IIa
  - 3. Klasse: FC Victoria 1895 Hamburg III
  - 4. Klasse: St. Georger FC 1895 IV
  - Unterbezirk Lübeck A-Klasse (2. Liga): Lübecker BC 1903
  - Unterbezirk Lübeck B-Klasse (3. Liga): Lübecker SVgg 1905 II
  - Unterbezirk Harburg/Lüneburg A-Klasse (3. Liga) FC Borussia 1904 Harburg
  - Unterbezirk Harburg/Lüneburg B-Klasse (4. Liga) FC Borussia 1904 Harburg II
  - Bezirksmeister 2. Klasse: Altonaer FC 1893 IIa
  - Bezirksmeister 3. Klasse: FC Borussia 1904 Harburg

- 1906/07:
  - 1. Klasse: FC Victoria 1895 Hamburg
  - 2. Klasse: nicht bekannt
  - 3. Klasse: FC Victoria 1895 Hamburg III
  - 4. Klasse: F.A. im Eimsbütteler TV 1889 II
  - 5. Klasse: St. Georger FC 1895 V
  - 6. Klasse: nicht bekannt
  - Unterbezirk Harburg/Lüneburg A-Klasse (3. Liga): Lüneburger FK 1901
  - Unterbezirk Harburg, Lüneburg B-Klasse (4. Liga): nicht bekannt
  - Bezirksmeister 3. Klasse: FC Victoria 1895 Hamburg III
  - Sykes Pokal (1907): FC Victoria 1895 Hamburg

In den Spielzeiten 1900/01 bis 1901/02 wurde die Tabelle nach der Vorrunde in eine 1A-Klasse (vier bestplatzierte Clubs) und 1B-Klasse (restliche drei bis fünf Vereine) geteilt. 1902/03 wurde die höchste Spielklasse in eine A-Klasse und B-Klasse und die zweithöchste Spielklasse in eine C-Klasse und D-Klasse unterteilt.

## Sykes-Pokal
Die Firma William Sykes stiftete dem Hamburg-Altonaer Fußball-Bund einen silbernen Pokal, offen für alle Vereine der ersten Klasse. Im November 1906 gab es eine Ausschreibung für diese Pokalspiele. Zum Vorsitzenden der Pokal-Kommission wurde Paul Koretz gewählt. Die Spiele fanden zwischen März und Dezember 1907 statt, wobei mehrere bereits ausgeloste Spiele der Vorrunde aus verschiedenen Gründen verschoben und zu einem späteren Zeitpunkt nachgeholt wurden.
Finale:
| Datum             |                     | Ergebnis | !Ort                       |
| ----------------- | ------------------- | -------- | -------------------------- |
| 22. Dezember 1907 | FC Victoria Hamburg | 10:1     | Altonaer FC 1893 \|Hamburg |

## Verweise
1. ↑  Spiel und Sport Nr. 169 vom 27. Oktober 1894, S. 1.
2. ↑  Nach Udo Luy: Fußball in Norddeutschland 1888-1914, Seite 228. Der bisher genannte Cordua taucht dort nicht auf.
3. ↑  Demgegenüber schreibt Der Fußball in Nr. 37/1895 auf Seite 287: „Sämtliche Wettspiele des Bundes werden auf der eigens zu diesem Zwecke gemieteten Rennbahn des Renn- und Traber-Club abgehalten.“ Selbiger hatte Rennbahnen in Bahrenfeld und am Mühlenkamp.
4. ↑  Mehr dazu im Artikel Norddeutscher Fußball-Verband.
5. ↑  Von ursprünglich acht (ausschließlich II. und III.) Mannschaften wurden fünf im Laufe der Saison zurückgezogen. Von den drei verbliebenen hatte Altona 93 II. bis Ende März die relativ meisten Punkte (5:3), doch stand noch eine Partie aus. Quelle hierfür, und für alle Angaben zu den unteren Klassen: Udo Luy: Fußball in Norddeutschland 1888–1914. Kleinrinderfeld 2018, S. 61.